# Anthophora sichuanensis
Anthophora sichuanensis là một loài ong trong họ Apidae. Loài này được Wu miêu tả khoa học đầu tiên năm 1986.